# Scomberomorus commerson
Scomberomorus commerson es una especie de peces de la familia Scombridae en el orden de los Perciformes.

## Morfología
• Los machos pueden llegar alcanzar los 240 cm de longitud total y los 70 kg de peso.

## Distribución geográfica
Se encuentra desde el Mar Rojo y Sudáfrica hasta el sureste de Asia, China, Japón, el sureste de Australia y Fiyi. Ha penetrado en el Mediterráneo oriental a través del Canal de Suez y también se encuentra en Santa Helena